# 源義広 (志田三郎先生)
源 義広（みなもと の よしひろ／志田 義広 しだ よしひろ）は、平安時代末期の武将。河内源氏第五代・源為義の三男。志田三郎先生（しだ さぶろう せんじょう）。またの名を義範、義憲（よしのり）とも。

## 生涯
若年時に都において帯刀舎人の職にあり、後年関東に下向し常陸国信太荘（茨城県稲敷市）を開墾し本拠地としたため、通称を志田（志太、信太）三郎先生と呼ばれる。源義朝は異母兄、帯刀先生義賢は同母兄、左衛門尉頼賢、鎮西八郎為朝、新宮十郎行家らは異母弟にあたる。

### 保元・平治の乱
義広は初め同母の次兄・義賢と親しく、義賢とほぼ同時期に関東に下向した。仁平3年（1151年）12月、常陸国に志田庄を立荘する。この時の志田庄の本所は美福門院、領家は藤原宗子（後の池禅尼）であり、その立荘を斡旋したと思われる常陸介が宗子の息子の平頼盛であった。この時点において義広が平頼盛に接近していたことが窺える。一方義賢は久寿2年（1155年）の大蔵合戦で義朝の長男・源義平に討たれた。
保元元年（1156年）の保元の乱に際しては、金刀比羅宮本『保元物語』には為義・為朝らと崇徳上皇方に加わったとするが、義広の名を記さない本も何系統かあり、『兵範記』にも義広参戦の事は見えない。『山槐記』によると保元3年（1158年）には河内国長野での活動が確認されるため、実際には保元の乱においては中立か義朝方、もしくは不参戦だったと思われる。
また『平治物語』には平治元年（1159年）の平治の乱において、行家とともに義朝方として参戦したとあるが、具体的な活動は記されておらず、『吾妻鏡』などにそれを裏付ける記述もない。敗死した義朝方として参戦していれば厳しい処罰は免れないため、『平治物語』の記述には疑問がある。以後、平清盛の平氏政権が栄華を極めるのを横目にしながらも、特にこれに反抗する様子もなく、20余年の間信太荘を動くことはなかった。

### 治承・寿永の乱
『平家物語』では治承4年（1180年）5月の以仁王の挙兵の際、末弟の源行家が甥の源頼朝に以仁王の令旨を伝達したのち、義広の元に向かったとする。『吾妻鏡』によれば同年8月に頼朝が挙兵したのち、11月の金砂城の戦いの後に義広が行家と共に頼朝に面会したとするが、合流する事はなく、その後も常陸南部を中心に独自の勢力を維持した。
寿永2年（1183年）2月20日、義広は鹿島社所領の押領行為を頼朝に諫められたことに反発し、下野国の足利俊綱・忠綱父子と連合、2万の兵を集めて頼朝討滅を掲げ常陸国より下野国へと進軍した。しかし、鎌倉攻撃の動きは頼朝方に捕捉され、下野国で頼朝軍に迎え撃たれることとなる。
下野国の有力豪族小山朝政は始め偽って義広に同意の姿勢を見せて下野国野木宮（現栃木県野木町）に籠もっていたが、23日、油断した義広の軍勢が野木宮に差し掛かった所を突如攻めかかり、激しい戦いとなった。義広軍は源範頼・結城朝光・長沼宗政・佐野基綱らの援軍を得た朝政に敗れ、本拠地を失った（野木宮合戦）。
その後、同母兄・義賢の子・木曾義仲軍に参加する。常陸国から下野国へ兵を進めたのも、義仲の勢力範囲を目指した行動であったと見られる。義広の鎌倉の頼朝攻撃の背景には、義仲の存在があったのである。このことが義仲と頼朝との対立の導火線となるが、義仲は義広を叔父として相応に遇し、終生これを裏切ることはなかった。以降、義広は義仲と共に北陸道を進んで一方の将として上洛し、入京後に信濃守に任官される。
元暦元年（1184年）正月、宇治川の戦いで頼朝が派遣した源義経軍との戦いで防戦に加わるが、粟津の戦いで義仲が討ち死にし、敗走した義広もまた逆賊として追討を受ける身となる。同年5月4日、伊勢国羽取山（三重県鈴鹿市の服部山）に拠って反撃の機会を伺ったが、義広の首を持って平家に没収された先祖伝来の所領を取り戻したいと考えた服部六郎時定に襲われた。そこに波多野盛通、大井実春、山内首藤経俊と大内惟義の家人らも加わり、合戦となったが、最期は立てこもっていた金刀比羅神社に火を放ち自害した。（『吾妻鏡』）。現在では、伊賀市千戸の山一建設 山田工場の敷地裏が終焉の地とされ、地蔵が残されている。
志駄氏、梅田氏、楢崎氏、比志島氏、小山田氏などが義広の後裔を称している。
東京都足立区の明王院は、義広が開基とされる。